# 幸運灣
33°59′40″S 122°13′57″E / 33.99444°S 122.23250°E

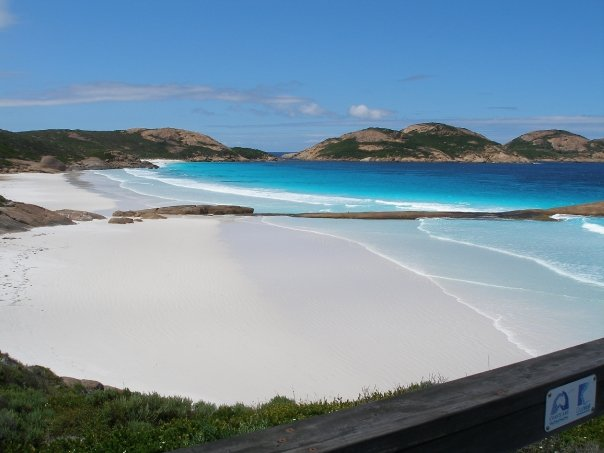

幸運灣（英語：Lucky Bay）是澳洲的一個海灣，位於西澳洲的大海角國家公園內。2017年，幸運灣的海灘被認證為是澳洲最白的海灘。